# Polar Bear Marathon
Polar Bear Marathon — экстремальные соревнования по бегу на марафонскую дистанцию, проходящие в Черчилле (Манитоба, Канада). Марафон проводится во второй половине ноября на дистанции, проложенной вдоль берега Гудзонова залива, при температурах значительно ниже 0 °C.

## История и условия проведения
Идею «марафона белых медведей» выдвинул участник экстремальных марафонских забегов Альберт Мартенс из манитобского города Стайнбак. Предложенный маршрут отличается повышенной трудностью не только из-за сложных погодных условий (во второй раз он проходил при температуре −20 °C, что с учётом ветро-холодового индекса ощущалось как −41 °C, а в 2016 году забег стартовал при -22 °C), но и из-за обилия в окрестностях Черчилла белых медведей. В конце осени эти звери часто появляются на побережье Гудзонова залива, где охотятся на тюленей, и незадолго до даты первого марафона в СМИ появились сообщения о нападениях белых медведей на людей. Хотя Мартенс оценивает вероятность нападения медведя как низкую (по его словам, к концу ноября большинство зверей уже уходит из мест проведения марафона), чтобы избежать такого нападения, спортсмены бегут парами, в которые подбираются по личным рекордам в более мягких условиях. К каждой паре прикреплён отдельный автомобиль сопровождения, в котором находятся еда, питьё, дополнительная одежда и оборудование для отпугивания медведей.
Организаторы марафона предлагают победителям только символические призы (медали, плюшевые фигурки белых медведей и каменные статуэтки работы местного скульптора), однако участие в мероприятии стоит участникам значительных денег: полёт из Виннипега в Черчилл и обратно, три дня пребывания в Черчилле, включая экскурсии в день после забега, и техническая поддержка обходятся участнику примерно в 2500 долларов.

## Статистика проведения
Первое соревнование прошло 20 ноября 2012 года при участии 14 спортсменов из Канады, США и Германии. На старт второго и третьего вышли соответственно 13 и 14 бегунов, а в 2015 году число участников достигло 24 (при этом только из небольшой общины племени дене Тадуле-Лейк в марафоне приняли участие сразу восемь бегунов, один из которых — Саймон Катлип — и стал победителем).
| №  | Дата           | Участников | Победитель               | Время |
| -- | -------------- | ---------- | ------------------------ | ----- |
| 1. | 20 ноября 2012 | 14         | Эрик Александер Гэри Куп |       |
| 2. | 22 ноября 2013 | 13         | Свен Хенкес              | 4:12' |
| 3. | 22 ноября 2014 | 14         | Джеральд Макайвор        | 4:25' |
| 4. | 21 ноября 2015 | 24         | Саймон Катлип            | 4:35' |
| 5. | 20 ноября 2016 |            | Саймон Катлип            |       |
| 6. | 18 ноября 2017 | 17         | Дирк Хеллер              | 3:39' |